# 本名徹次
本名 徹次（ほんな てつじ、1957年1月19日 - ）は、日本の指揮者。

## 来歴
福島県郡山市生まれ。実家は和菓子店柏屋。東京芸術大学器楽科（トロンボーン専攻）を中退。山田一雄と井上道義に師事した。尚美学園で教えた後1985年に東京国際音楽コンクールで優勝。ウィーンを本拠地とし1990年には アルトゥーロ・トスカニーニ国際指揮者コンクールで2位を獲得した。1995年、芸術選奨新人賞受賞。
2001年から2009年までベトナム国立交響楽団音楽顧問を務め、同年2月に音楽監督兼首席指揮者に着任した。「ベトナム国立」は最近ではマーラーの8番を演奏するなど成長著しいが、本名の献身的な活動が功を奏したといえる。2012年、ベトナム文化・スポーツ・観光省より、文化功労賞を授与される。長年のベトナムでの活動が評価され、2019年渡邉暁雄音楽基金特別賞を受賞した。
日本においては、1995年から2001年まで大阪シンフォニカー交響楽団の常任指揮者を務めた。1998年からは名古屋フィルハーモニー交響楽団の客演常任指揮者も兼任していた。

## 栄典
- ベトナム: 友好勲章（英語版） - （2024年12月1日）